# Karel Pilař
Karel Pilař (* 23. Dezember 1977 in Prag, Tschechoslowakei) ist ein ehemaliger tschechischer Eishockeyspieler. In der National Hockey League absolvierte er 102 Spiele für die Toronto Maple Leafs. Darüber hinaus spielte er beim HC Sparta Prag und HC Litvínov in der Extraliga sowie den HK ZSKA Moskau in der Kontinentalen Hockey-Liga.

## Karriere
Karel Pilař begann seine Karriere als Eishockeyspieler beim HC Litvínov, für den er von 1999 bis 2001 in der tschechischen Extraliga aktiv war. Anschließend wurde er im NHL Entry Draft 2001 in der zweiten Runde als insgesamt 39. Spieler von den Toronto Maple Leafs ausgewählt, für die er in der Saison 2001/02 sein Debüt in der National Hockey League gab. In seinem Rookiejahr erzielte der Verteidiger in insgesamt 34 Spielen ein Tor und gab sieben Vorlagen. Überwiegend spielte er jedoch für deren Farmteam aus der American Hockey League, die St. John’s Maple Leafs. In den folgenden beiden Jahren stand der Rechtsschütze erneut parallel für die Maple Leafs und ihr Farmteam auf dem Eis, wobei er in seiner ersten kompletten Spielzeit in der NHL in der Saison 2003/04 in insgesamt 51 Spielen 20 Scorerpunkte erzielte.
Nach drei Jahren in Nordamerika kehrte Pilař 2004 in seine tschechische Heimat zurück, in der er von 2004 bis 2006 für den HC Sparta Prag in der Extraliga auflief. Mit den Hauptstädtern gewann der Weltmeister von 2001 in der Saison 2005/06 erstmals die Tschechische Meisterschaft. In der folgenden Spielzeit verpasste er wie in den Vorjahren erneut aufgrund von Herzproblemen einen Großteil der Spiele. In der regulären Saison stand er in zehn Spielen für das neue AHL-Farmteam der Toronto Maple Leafs, die Toronto Marlies, auf dem Eis und erzielte sieben Scorerpunkte. Anschließend konnte er in den Extraliga-Playoffs mit Sparta Prag den Vorjahreserfolg wiederholen und wurde zum zweiten Mal tschechischer Meister.
Am 8. August 2007 erhielt Pilař als Free Agent einen Vertrag bei den Atlanta Thrashers. Ohne ein Spiel für die Mannschaft absolviert zu haben, wurde er noch vor Saisonbeginn von den Chicago Blackhawks verpflichtet, ehe er am 2. Oktober nach Atlanta zurückkehrte. Bis zum Saisonende lief der Tscheche ausschließlich für Atlantas AHL-Farmteam, die Chicago Wolves, auf, mit denen er den Calder Cup gewann. Die Saison 2008/09 begann er beim HK Metallurg Magnitogorsk aus der Kontinentalen Hockey-Liga, für die er in 24 Spielen ein Tor erzielte und fünf Vorlagen gab. Anfang Januar 2009 kehrte er abermals zum HC Sparta Prag zurück, für den er bis zum Ende der Spielzeit spielte.
Im Oktober 2009 kehrte er zu seinem Heimatclub nach Litvínov zurück. Über den HK ZSKA Moskau, für den er die Saison 2010/11 absolvierte, kam er im Juli 2011 zum KHL-Neuling HC Lev Poprad, bei dem er zunächst einen Probevertrag erhielt und anschließend ab Januar 2012 bei den Växjö Lakers spielte.
Im Spätsommer und Herbst 2012 spielte er für den HK Donbass Donezk in der KHL, ehe er im November 2012 entlassen wurde. Daraufhin kehrte er zu Sparta Prag zurück und spielte dort bis zum Ende der Saison 2014/15. Dabei gelangen ihm in der Saison 2013/14 insgesamt 29 Scorerpunkte, womit er der punktstärkste Verteidiger der Extraliga war. In der Saison 2015/16 spielte er für den Mountfield HK, ehe er zu Beginn der folgenden Spielzeit von Anyang Halla aus Südkorea verpflichtet wurde. Nach wenigen Spielen in der Asia League Ice Hockey verließ er Südkorea wieder und kehrte zu seinem Heimatverein zurück.
Im Juni 2018 beendete er seine Karriere und wurde Spieleragent.

### International
Für Tschechien nahm Pilař an der Weltmeisterschaft 2001 teil, bei der er mit seiner Mannschaft Weltmeister wurde.

## Erfolge und Auszeichnungen
- 2001 Goldmedaille bei der Weltmeisterschaft
- 2006 Tschechischer Meister mit dem HC Sparta Prag
- 2007 Tschechischer Meister mit dem HC Sparta Prag
- 2008 Calder-Cup-Gewinn mit den Chicago Wolves

## Statistik
(Stand: Ende der Saison 2010/11)